# 김정우 (프로게이머)
김정우(金貞玗, 1991년 1월 30일 ~ )는 대한민국의 전직 스타크래프트, 스타크래프트 II 프로게이머이다. 종족은 저그이며 effort라는 아이디를 사용한다.

## 선수 이력
2007년 상반기 준프로게이머 선발전에서 높은 성적을 기록하였으며, 준프로게이머로는 맞지 않게 상당히 뛰어난 실력으로 프로게이머로 한 걸음을 내디뎠다. 모든 드래프트 대회에서 최고의 성적을 차지한 김정우는 2007년 하반기 드래프트에서 CJ 엔투스의 추천선수로 입단하였다. 당시 최연소 프로게이머로써 한창 이름을 날리고 있었던 위메이드 폭스의 전태양과 맞먹을 정도로 실력이 뛰어났다.
2008년 가을, 세 번째 진출한 스타리그였던 인크루트 스타리그 36강에서 '프로토스 육룡' 중 한 명으로 꼽히는 김구현(STX SouL)을 2:0으로 꺾으며 주목받았다. 이후 프로리그에서도 경험과 실력을 쌓으며 팀내 저그 에이스로 성장, 이른바 'CJ 신예 트로이카(김정우, 조병세, 진영화)'의 멤버로 활약했다.
그러나 2010년 9월 연봉 협상에서 팀과의 이견을 좁히지 못하고 새롭게 진로를 선택, 돌연 은퇴를 선언했다.
2010년 9월 은퇴를 선언한 시점에서 KeSPA 랭킹 3위를 기록했다.
2011년 3월 21일 친정팀인 CJ 엔투스로 복귀했다.
2014년 9월 12일 CJ 엔투스는 공식 SNS를 통해 김정우와의 계약을 종료한다고 밝혔다.
2014년 9월 22일 은퇴를 발표했다.

## 별명
- 매의 눈, 매 - 대한항공 스타리그 Season 1 결승전에서 게임을 하는 눈의 모습이 매와 같다고 하여 불리었다. 매의 기세로 이영호 선수를 상대로 역전하여 우승하였다.

- 매시아 - CJ ENTUS의 에이스로서 팀을 항상 구해내고 별명이 '매'인것을 빌미로 메시아가아닌 매시아가 되었다.

- 불사조 - 죽지 않는 새의 뜻이며, 김정우가 대한항공 스타리그 Season 1 16강전에서 이영한(위메이드) 김창희(영구제명)를 상대로 스타리그 최다 재경기 (재재재재경기)를 거치고 올라와서 우승까지 하며 유래된 별명 은퇴하기 전까지 죽지 않는 실력을 보여주었다.
- 매타치 - 아프리카TV리그 김택용과의 대결에서 윈도우10이 마음에 안들어 XP로 바꿔달라 하였으나, 이를 거부했는데 김택용의 요청은 허용해주었다. 이를 안 김정우는 화가나 기권을 했는데 그 때부터, 탈주가 붙었다.
- 매라소니 - 철구(이예준)이 스타크래프트에서 이겼다고 싶을때쯤 야인시대라는 배경음악을 트는데, 이를 보고 배운 김정우가 따라하자 사람들은 매라소니라고 부르기 시작했다.
- 매친놈 - 미친플레이. 즉 각성했다는 뜻인데 말도 안 되는 게임을 보여줄 때 미친 놈이라고 부르지만 어느순간부터 미가 매가 되면서 매친놈 이라고 되었다.

## 공식전 최다 연승 , 테란전 최다 연승 , 스타리그 최다 재경기 갱신
김정우는 2009년에 공식전 15연승을 기록했다. 이는 박태민(현 온게임넷 해설)의 15연승(2004년 10월 24일 ~ 2004년 12월 21일)과 더불어 최다 연승 타이 기록이다.
2009년 최다 연승
- 2009년 5월 16일 - 김정우 승 vs 신희승 패 (신한은행 프로리그 08-09 : CJ vs eSTRO)
- 2009년 5월 19일 - 김정우 승 vs 박세정 패 (신한은행 프로리그 08-09 : CJ vs 위메이드)
- 2009년 5월 22일 - 김정우 승 vs 민찬기 패 (박카스 스타리그 2009 36강 F조 1차전 1세트)
- 2009년 5월 22일 - 김정우 승 vs 민찬기 패 (박카스 스타리그 2009 36강 F조 1차전 2세트)
- 2009년 5월 22일 - 김정우 승 vs 박성준 패 (박카스 스타리그 2009 36강 F조 2차전 1세트)
- 2009년 5월 22일 - 김정우 승 vs 박성준 패 (박카스 스타리그 2009 36강 F조 2차전 2세트)
- 2009년 5월 23일 - 김정우 승 vs 이신형 패 (신한은행 프로리그 08-09 : CJ vs STX)
- 2009년 5월 30일 - 김정우 승 vs 신상호 패 (신한은행 프로리그 08-09 : CJ vs eSTRO)
- 2009년 5월 30일 - 김정우 승 vs 신대근 패 (신한은행 프로리그 08-09 : CJ vs eSTRO)
- 2009년 6월 2일 - 김정우 승 vs 전태양 패 (신한은행 프로리그 08-09 : CJ vs 위메이드)
- 2009년 6월 7일 - 김정우 승 vs 송병구 패 (신한은행 프로리그 08-09 : CJ vs 삼성전자)
- 2009년 6월 10일 - 김정우 승 vs 이제동 패 (신한은행 프로리그 08-09 : CJ vs 화승)
- 2009년 6월 11일 - 김정우 승 vs 구성훈 패 (아발론 온라인 MSL 32강 B조 2경기)
- 2009년 6월 11일 - 김정우 승 vs 박찬수 패 (아발론 온라인 MSL 32강 B조 승자전)
- 2009년 6월 15일 - 김정우 승 vs 배병우 패 (신한은행 프로리그 08-09 : CJ vs KT)
- 2009년 6월 20일 - 김정우 패 vs 장민철 승 (신한은행 프로리그 08-09 : CJ vs MBC게임) ← 공식전 15연승 종료

또한 이와 비슷한 기간에 테란전 12연승을 기록하기도 했는데 이는 홍진호와 함께 테란전 최다 연승 타이 기록이다.

## 스타리그 재경기 대혈투, 화려한 첫 우승

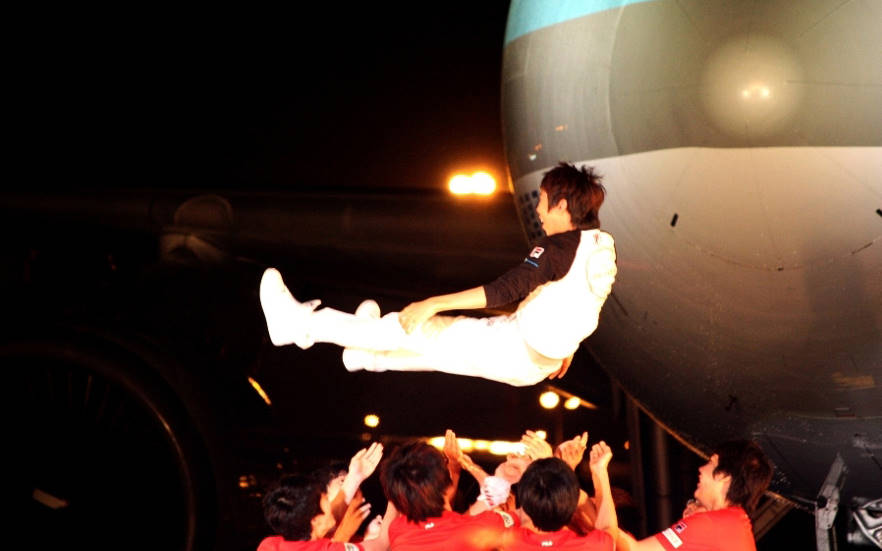
대한항공 스타리그 2010 Season 1에서 우승을 차지한 김정우

2010년 들어 부진을 거듭하던 김정우는 대한항공 스타리그 Season 1 16강 D조에서 1승 2패를 기록, 동률을 기록한 김창희, 이영한과 2010년 4월 18일에 3자 재경기를 펼쳤다. 오후에 시작된 재경기는 세 선수가 1승1패씩 나눠 갖는 상황이 반복, 재재재재경기와 12게임을 치르며 자정 가까운 시간까지 가는 대혈투를 벌인 끝에, 4번째 재경기에서 김정우가 두 선수를 연파하며 8강 진출에 가까스로 성공했다. 이는 스타리그 사상 최장 재경기로 기록되었다. 12경기나 되는 재경기 중 김정우의 마우스에 이상이 생겨 판정 끝에 '재경기의 재경기'를 치르기도 했고, 막판에는 선수들의 집중력이 조금씩 떨어지며 경기 중 예기치 못한 장면이 연출되는 등 수많은 화제를 낳았으며, 당일에 프로리그와 다른 조 재경기를 포함하여 무려 20경기나 되는 경기를 중계한 전용준 캐스터, 온게임넷의 프로그램 '돌아온 뒷담화' 촬영을 위해 왔다가 재경기가 길어지는 바람에 자정까지 기다려야 했던 박용욱, 강민 해설위원 등도 팬들의 화제가 됐다. 또한 이 날 이후로 김정우의 경기력과 성적이 부쩍 향상되어 위기를 극복하며 각성하였다는 평가를 받았다.
김정우는 이후 김명운과 김구현을 연파하며 2010년 초의 부진을 완전히 털어내며 결승까지 진출, '지옥에서 살아돌아왔다'는 평을 듣게 되었으며, '지옥에서 돌아온 매의 눈 ' , '불사조'라는 별명 또한 이 시점에 생겨났다.
결국 김정우는 이영호를 결승에서 3:2로 꺾고 대한항공 스타리그 Season 1에서 우승했다. 그의 고단한 시즌을 반영하듯 2:0으로 뒤지다가 세 경기를 내리 따내는 리버스 스윕을 달성했는데 이는 스타리그 기준으로 김준영, 이제동에 이은 저그의 테란전 3번째 5전제 리버스 스윕이자 다음 스타리그 2007, BATOO 스타리그 08-09에 이어 역대 스타리그 결승전 3번째의 리버스 스윕이었다. 또한 사상 처음으로 저그 대 테란과의 결승전에서 3할 승률의 테란전을 가진 저그가 승리를 거둔 이변으로 기억되었는데 참고로 김정우의 우승 당시 2010년 테란전 공식전은 5승 11패였다.

## 돌연 은퇴 선언
우승 이후 빅파일 MSL 8강, 대한항공 스타리그 2010 시즌2 16강에서 그치며 하락세를 보이기는 했지만, 그래도 팀 내 에이스였는데 2010년 9월, 새로운 진로를 선택하겠다며 돌연 은퇴를 선언했다. 이 사실이 매체에 공개되면서 많은 이들이 안타까워 했으며 CJ 엔투스의 전력이 크게 감소할 것으로 예상한다.

## 복귀 이후 예상치 못한 스타2 에서의 부진(2011~ 2014 )
2011년 3월 21일 김정우는 다시 프로게이머로 복귀를 선언하였다. 하지만 규정상 한번 은퇴하면 최소 6개월은 공식 활동이 불가능하다고 하여 김정우는 다시 CJ 엔투스 연습생 신분이 되었다. 아마 9월 쯤은 되어야 활동할 수 있을것으로 보인다. CJ 엔투스 트위터에 의하면 8월29일까지 연습실에서 연습하고 9월에 복귀라고 알렸었으나 알려진 것과는 다르게 김정우의 9월 1일 복귀는 불가능하다. 한국e스포츠협회에 확인한 결과 김정우는 지난 2010년 10월 6일에 은퇴 공시가 된 상태다. 선수 은퇴와 관련한 제 47조 규약 중 2항에 따르면 ‘계약 기간 중 은퇴한 선수가 선수 복귀를 원하는 경우 은퇴 공시일로부터 1년 경과 후 은퇴 철회를 신청하고 승인을 통해 은퇴 당시의 소속 프로게임단으로 복귀한다’고 명시되어 있다. 따라서 김정우는 2011년 10월 7일에나 복귀가 가능하다. 김정우는 10월 7일에 정식으로 프로게이머 신분으로 복귀하였고, CJ 엔투스로 복귀했다. 그리고 40일 뒤인 11월 27일, 신대근과의 프로리그 복귀전 경기에서 승리하여 공식전 470일만에 첫 승을 거두었다. 1년만임에도 불구하고 김정우는 죽지 않은 실력으로 CJ 저그 에이스로 활약했다. 정규시즌에서는 좋은 성적을 거두었으나, 가장 중요한 준플레이오프 경기에서 3패를 하여 CJ는 플레이오프 진출에 실패하게 된다.
이후 스타2로 이적하게 된 김정우는 자유의 날개에서 토스전에 약점이 있었지만 프로리그 결승에서 허영무를 잡으며 소속팀의 우승에 기여하였다. 12-13 시즌의 자유의 날개에서 좋은 모습을 보여주었으나 군단의 심장에서는 약세를 보였다. 개인 리그에서는 본선 진출을 했으나 조성주와 김유진에 의해 탈락하고, 다음 시즌에서도 승격/강등전에서 탈락하는 등 심한 부진을 겪었다. 결국 2014년 9월 재은퇴를 발표했으며, 2015년부터 아프리카TV 개인 방송을 시작했다.

## 전적
통산전적 (13.05.21 기준, 스타2 전적포함)
|             | 경기 | 승-패   | 승률  |
| ----------- | ---- | ------- | ----- |
| 대 테란     | 99   | 56–43   | 56.6% |
| 대 저그     | 116  | 70–46   | 60.3% |
| 대 프로토스 | 74   | 46–28   | 62.2% |
| 총합        | 289  | 172–117 | 59.5% |

## 주요 기록
스타크래프트 : 메이저 개인리그 우승 1회

### 스타크래프트
- 2007년 제2회 KeSPA컵 아마추어 입상
- 2008년 인크루트 스타리그 2008 36강
- 2008년 곰TV TG삼보-인텔 클래식 2008 시즌1 16강
- 2008년 2008 대한민국 e스포츠대상 신인상
- 2009년 아발론 온라인 MSL 2009 8강
- 2009년 박카스 스타리그 2009 16강
- 2009년 곰TV TG삼보-인텔 클래식 2008 시즌3 3위
- 2009년 블리즈컨 2009 스타크래프트 부문 우승 (2:1 김명운)
- 2009년 EVER 스타리그 2009 16강
- 2009년 NATE MSL 2009 32강
- 2009년 2009 대한민국 e스포츠대상 신인상
- 2010년 대한항공 스타리그 2010 Season 1 우승 (3:2 이영호)
- 2010년 대한항공 스타리그 2010 Season 2 16강
- 2010년 빅파일 MSL 2010 8강
- 2010년 WCG 2010 스타크래프트 부문 한국 대표 선발전 4위

은퇴 이후
- 2015년 스베누 11차 소닉 스타리그 시즌2 16강
- 2016년 VANT 36.5 대국민 스타리그 우승
- 2015년 아프리카TV 스타리그 16강
- 2016년 아프리카TV 스타리그 시즌2 24강
- 2017년 아프리카TV 스타리그 시즌3 16강
- 2017년 아프리카TV 스타리그 시즌4 16강
- 2017년 지스타 WEGL 브루드 워 부문 24강
- 2018년 아프리카TV 스타리그 시즌5 16강
- 2018년 아프리카TV 스타리그 시즌6 우승
- 2019년 아프리카TV 스타리그 시즌7 3위

### 스타크래프트 II
- 2012년 핫식스 2012 글로벌 스타크래프트 II 리그 시즌 4 Code A 48강
- 2012년 SK플래닛 스타크래프트2 프로리그 시즌2 결승전 MVP
- 2013년 핫식스 2013 글로벌 스타크래프트 II 리그 시즌 1 Code A 32강
- 2013년 제4회 인천 실내무도아시아경기대회 스타2 부문 국가대표 선발전 8강
- 2013년 2013 WCS Korea Season 1 챌린저리그 24강
- 2013년 2013 WCS 코리아 시즌 2 옥션 올킬 스타리그 32강
- 2013년 WCG 2013 한국대표선발전 스타크래프트 ll 부문 16강
- 2013년 2013 WCS 코리아 시즌 2 챌린저리그 24강
- 2013년 2013 WCS 코리아 시즌 3 챌린저리그 12강
- 2013년 IEM Season VIII - Singapore 8강
- 2014년 2014 WCS 코리아 시즌 1 핫식스 글로벌 스타크래프트 II 리그 코드 A 48강
- 2014년 2014 WCS 코리아 시즌 3 핫식스 글로벌 스타크래프트 II 리그 코드 S 16강